# Kanton La Vallée de l’Orbiel
Der Kanton La Vallée de l’Orbiel ist ein französischer Wahlkreis im Département Aude in der Region Okzitanien. Er umfasst 22 Gemeinden im Arrondissement Carcassonne. Bei der landesweiten Neuordnung der französischen Kantone wurde er 2015 als Kanton Villemoustaussou neu geschaffen. Durch einen weiteren Erlass erhielt der Kanton zum 1. Januar 2016 seinen jetzigen Namen.

## Gemeinden
Der Kanton besteht aus 22 Gemeinden mit insgesamt 17.204 Einwohnern (Stand: 1. Januar 2022) auf einer Gesamtfläche von 254,75 km²:
| Gemeinde                     | Einwohner 1. Januar 2022 | Fläche km² | Dichte Einw./km² | Code INSEE | Postleitzahl |
| ---------------------------- | ------------------------ | ---------- | ---------------- | ---------- | ------------ |
| Aragon                       | 476                      | 20,56      | 23               | 11011      | 11600        |
| Caudebronde                  | 220                      | 6,22       | 35               | 11079      | 11390        |
| Conques-sur-Orbiel           | 2.549                    | 25,07      | 102              | 11099      | 11600        |
| Fournes-Cabardès             | 52                       | 12,45      | 4                | 11154      | 11600        |
| La Tourette-Cabardès         | 22                       | 5,03       | 4                | 11391      | 11380        |
| Labastide-Esparbairenque     | 62                       | 16,77      | 4                | 11180      | 11380        |
| Lastours                     | 148                      | 2,80       | 53               | 11194      | 11600        |
| Les Ilhes                    | 61                       | 4,16       | 15               | 11174      | 11380        |
| Les Martys                   | 307                      | 19,18      | 16               | 11221      | 11390        |
| Malves-en-Minervois          | 880                      | 4,88       | 180              | 11215      | 11600        |
| Mas-Cabardès                 | 173                      | 9,09       | 19               | 11222      | 11380        |
| Miraval-Cabardès             | 55                       | 12,16      | 5                | 11232      | 11380        |
| Pennautier                   | 2.875                    | 17,78      | 162              | 11279      | 11610        |
| Pradelles-Cabardès           | 160                      | 20,61      | 8                | 11297      | 11380        |
| Roquefère                    | 71                       | 8,06       | 9                | 11319      | 11380        |
| Salsigne                     | 388                      | 11,48      | 34               | 11372      | 11600        |
| Ventenac-Cabardès            | 959                      | 10,36      | 93               | 11404      | 11610        |
| Villalier                    | 968                      | 7,70       | 126              | 11410      | 11600        |
| Villanière                   | 147                      | 7,04       | 21               | 11411      | 11600        |
| Villardonnel                 | 510                      | 16,63      | 31               | 11413      | 11600        |
| Villegailhenc                | 1.687                    | 4,78       | 353              | 11425      | 11600        |
| Villemoustaussou             | 4.434                    | 11,94      | 371              | 11429      | 11620        |
| Kanton La Vallée de l’Orbiel | 17.204                   | 254,75     | 68               | 1119       | –            |

## Politik
| Vertreter im Departementrat | Vertreter im Departementrat       | Vertreter im Departementrat |
| Amtszeit                    | Namen                             | Partei                      |
| --------------------------- | --------------------------------- | --------------------------- |
| 2015–                       | Muriel Cherrier Christian Raynaud | PS                          |